# Anita Cerquetti
Anita Cerquetti (Montecosaro, Marques, 13 d'abril de 1931 - Perusa, 11 d'octubre de 2014) fou una soprano dramàtica italiana que va tenir una curta carrera als anys cinquanta.
Començà els estudis a Perusa i debutà el 1951 a Spoleto en el paper titular d'Aida de Verdi. Dos anys més tard interpretà el mateix paper a Verona, com també el de Leonora d'Il Trovatore, i molt aviat obtingué projecció internacional. Actuà a Chicago amb Un ballo in maschera, Il Trovatore i Don Giovanni. Substituí Maria Callas a Roma en unes memorables funcions de Norma, que també representà a Nàpols. Actuà al Gran Teatre del Liceu en òperes com ara Norma (1956, 1958) i Aïda (1958). Les anades i vingudes d'una ciutat a l'altra li minaren salut i veu, i després d'una intervenció quirúrgica es retirà prematurament dels escenaris als 31 anys. Ha estat descrita com la millor veu verdiana del segle xx. El crític Paolo Isotta en destaca l'agilitat de la veu, la seva dicció claríssima, el domini absolut de la coloratura, l'expressivitat, el timbre i una gran extensió.
Només va gravar comercialment un recital d'àries i La Gioconda el 1957 amb Mario del Monaco, Ettore Bastianini, Giulietta Simionato i Cesare Siepi, però hi ha enregistraments pirata d'algunes representacions de Norma (a Roma) i Aida (1958, a Mèxic).